# Bassi Pathana
Bassi Pathana è una città dell'India di 18.547 abitanti, situata nel distretto di Fatehgarh Sahib, nello stato federato del Punjab. In base al numero di abitanti la città rientra nella classe IV (da 10.000 a 19.999 persone).

## Geografia fisica
La città è situata a 30° 42' 35 N e 76° 24' 30 E.

## Società

### Evoluzione demografica
Al censimento del 2001 la popolazione di Bassi Pathana assommava a 18.547 persone, delle quali 9.694 maschi e 8.853 femmine. I bambini di età inferiore o uguale ai sei anni assommavano a 1.939, dei quali 1.132 maschi e 807 femmine. Infine, coloro che erano in grado di saper almeno leggere e scrivere erano 14.215, dei quali 7.712 maschi e 6.503 femmine.